# Longitarsus fulgens
Longitarsus fulgens är en skalbaggsart som först beskrevs av Foudras 1860.  Longitarsus fulgens ingår i släktet Longitarsus, och familjen bladbaggar. Enligt den finländska rödlistan är arten sårbar i Finland. Arten har ej påträffats i Sverige. Artens livsmiljö är fuktiga gräsmarker, dikesrenar.